# جاب الله مطر
جاب الله حامد مطر هو سياسي معارض ليبي، أعتقل أثناء اقامته في مصر في ظروف غامضة ونقل إلى ليبيا في بداية التسعينات من القرن الماضي. انقطعت أخباره منذ أكثر من عشر سنوات. تبين بعدها أنه نقل إلى طرابلس، وأودع في سجن «أبو سليم»، الذي اشتهر باسم «المحطة الأخيرة» 

## حياته
جاب الله مطر، من قبيلة زوية باجدابيا، كان ضابطا بارزا في الجيش الملكي السنوسي قبل الثورة، عرف بطموحاته الانقلابية، ولكن لم يكن من ضمن مجموعة معمر القذافي الذي قلب نظام الملك محمد إدريس السنوسي. بعد الثورة الليبية عزل من الجيش وارسل في بعثة دبلوماسية بأمريكا، حين عودته اشتغل في الأعمال الحرة وحقق نجاحا ملحوظا ولكن تأميمات القذافي في نهاية السبعينات أجبرته على الرحيل إلى خارج ليبيا. انضم في بداية المهجر إلى مجموعة المقريف المعارضة ثم استقل بنفسه وحاول تهريب أسلحة إلى داخل البلاد كما يدعي نظام معمر القذافي لذا اعتقل بالتعاون مع المخابرات المصرية. أحد أولاده (هشام مطر) الذي نشر رواية حازت اعجاب النقاد استغل شهرته الأدبية في اثارة قضية اختفاء أبيه في الصحافة العالمية. لم يحظ اخنفاء جاب الله مطر بنفس الاهتمام الذي أولته الصحافة لأختفاء معارضين ليبيين آخرين.